# Etsha 1
Etsha 1 är en ort (village) i distriktet North-West i norra Botswana. 